# Катастрофа HS-748 под Пинквейвиллом
Катастрофа HS-748 под Пинквейвиллом — авиационная катастрофа, произошедшая 11 октября 1983 года. Авиалайнер Hawker Siddeley HS-748-2A авиакомпании Air Illinois выполнял внутренний рейс UX710 по маршруту Чикаго—Спрингфилд—Карбондейл, но через 1,5 минуты после вылета из Спрингфилда на его борту начались сбои в работе электричества. Пилоты изначально решили лететь до пункта назначения, но через 32 минуты самолёт рухнул в поле в 11 километрах от Пинквейвилла. Погибли все находившиеся на его борту 10 человек — 7 пассажиров и 3 члена экипажа.

## Самолёт
Hawker Siddeley HS-748-2A (регистрационный номер N748LL, серийный 1716) был выпущен в декабре 1972 года. 9 января (по другим данным — 10 октября) 1973 года был передан авиакомпании Air Illinois. Оснащён двумя турбовинтовыми двигателями Rolls-Royce Dart 535-2. На день катастрофы совершил 32 350 циклов «взлёт-посадка» и налетал 21 182 часа.

## Экипаж
Состав экипажа рейса UX710 был таким:
- Командир воздушного судна (КВС) — 32-летний Лестер Р. Смит (англ. Lester R. Smith). Опытный пилот, в авиакомпании Air Illinois проработал 4 года и 9 месяцев (с 12 декабря 1978 года). В должности командира Hawker Siddeley HS 748 — c 18 декабря 1980 года. Налетал 5891 час, 3170 из них на HS-748.
- Второй пилот — 28-летний Фрэнк С. Тюдор (англ. Frank S. Tudor). Опытный пилот, в авиакомпании Air Illinois проработал 2 года и 7 месяцев (с 18 февраля 1980 года). В должности второго пилота Hawker Siddeley HS 748 — c 22 сентября 1981 года. Налетал 5119 часов, 1746 из них на HS-748.

В салоне самолёта работала одна стюардесса — 29-летняя Барбара Хаффман (англ. Barbara Huffman).

## Расследование
Расследование причин катастрофы рейса UX710 проводил Национальный совет по безопасности на транспорте (NTSB).
Окончательный отчёт расследования был опубликован 5 марта 1985 года.

## Культурные аспекты
Катастрофа рейса 710 Air Illinois показана в 22 сезоне канадского документального телесериала Расследования авиакатастроф в серии Кромешная тьма.